# Симона Величкайте
Симона Петравичене, до шлюбу Величкайте (лит. Simona Petravičienė / Simona Veličkaitė; нар. 27 жовтня 1996, Гелгаудишкис, Литва) — литовська футболістка, півзахисниця «Санеда» та національної збірної Литви.

## Клубна кар'єра
Свою професійну кар'єру розпочала в «Гінтрі». 2020 рік не грала в чемпіонській команді з особистих причин (декрет та материнство).
2021 року повернулася до команди «Гінтра».
У 2022 році перейшла до «Санеда».

## Кар'єра в збірній
У футболці національної збірної Литви дебютувала 4 квітня 2015 року в матчі кваліфікації чемпіонату Європи проти Молдови. У складі збірної виступала в кваліфікації чемпіонату світу 2019 року.

### Забиті м'ячі
| #  | Дата            | Місце   | Суперник | Рахунок | Результат | Змагання          |
| -- | --------------- | ------- | -------- | ------- | --------- | ----------------- |
| 1. | 29 серпня 2015  | Таллінн | Латвія   | 1–0     | 3–0       | Балтійський кубок |
| 2. | 4 серпня 2016   | Рига    | Латвія   | 2–2     | 2–2       | Балтійський кубок |
| 3. | 8 лютого 2017   | Та-Калі | Мальта   | 1–0     | 3–0       | Товариський матч  |
| 4. | 8 лютого 2017   | Та-Калі | Мальта   | 2–0     | 3–0       | Товариський матч  |
| 5. | 12 березня 2017 | Лімасол | Бруней   | 1–0     | 2–0       | Товариський матч  |

## Досягнення

### Клубні
- Чемпіонат Литви
  -  Чемпіонка (8): 2012, 2013, 2014, 2015, 2016, 2017, 2018, 2019

- Балтійська ліга
  -  Чемпіонка (2): 2017, 2019

### Особисті
- Найкраща гравчиня фінального матчу ЛФМА у складі «Сегеда»[2].